# St. Martin (Ober-Erlenbach)

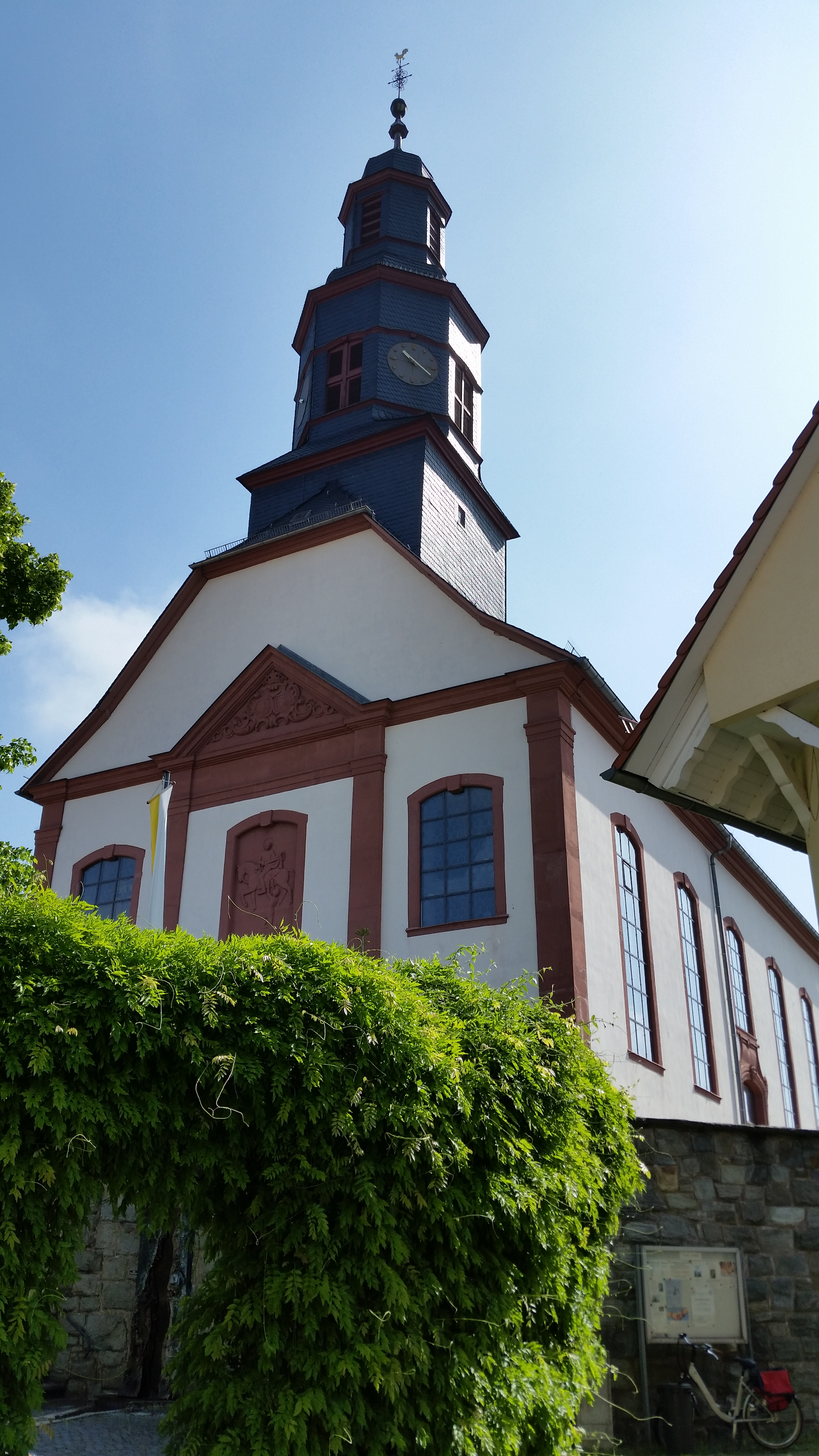
Pfarrkirche St. Martin

Die katholische Pfarrkirche St. Martin in Ober-Erlenbach ist die älteste Kirche in Bad Homburg. Die Barockkirche steht unter dem Patrozinium des Martin von Tours und unter Denkmalschutz.

## Baugeschichte
Die erste Martinskirche wurde 1160 errichtet. Sie wurde 1691 vom Erzbistum Mainz an die Grafen von Ingelheim verkauft, die bis 1803 in Ober-Erlenbach herrschten.
Die heutige Kirche wurde 1763–1765 unter dem Grafen Johann Philipp von Ingelheim und dessen Gemahlin Clara Philippina Freiin von Dalberg errichtet.
1911 erfolgten die Umgestaltung und Erweiterung der Empore, die Kirchenfenster wurden 1913 gestiftet. Bei der grundlegenden Renovierung in 1926 wurden barocke Wand- und Deckengemälde hinzugefügt und im Folgejahr der Seiteneingang an der Nordseite mit einem Kriegerdenkmal (außen) und einer Pietà (innen) zugebaut. Die Neugestaltung des Kirchhofs und der Bau der großen Treppe zum Haupteingang erfolgten 1951. Die Erweiterung der Sakristei und Einbau der Heizung wurden 1961/62 vorgenommen. Einige der barocken Bilder wurden im Zuge der Renovierung von 1965/66 übermalt und ein neuer Opferaltar aus Juramarmor geweiht. Die sandfarbenen Wände unter der himmelblauen Decke stammen aus der Innenrenovierung von 1985. Die letzte umfassende Renovierung der Kirche erfolgte 2014.

## Architektur
Der barocke Sakralbau ist eine längsrechteckige, einschiffige Saalkirche mit Krüppelwalm. Das Dach des achtseitigen Stockwerksturms ist geschiefert. Der halbrunde Chor ist auf drei Seiten geschlossen.

## Ausstattung
Viele Stücke der Kirchenausstattung wurden 1808 vom Grafen Friedrich I. zu Leiningen-Westerburg-Altleiningen, dem neuen Eigentümer der (1712 erbauten, 1803 säkularisierten und 1815 abgebrochenen) Kirche Hl. Johannes der Täufer des Prämonstratenserinnen-Klosters Nieder-Ilbenstadt erworben:
- der barocke Hochaltar (1697–1700),
- der Seitenaltar Hl. Kreuz, Hl. Anna (1691–1694) nach Altarbild von Peter Paul Rubens,
- der Seitenaltar Erziehung Mariens (1691–1694) nach Kupferstichvorlage von Peter Paul Rubens,
- mehrere Holzfiguren: Johannes der Täufer, Hl. Augustinus, Hl. Norbert v. Xanten, Gottfried v. Cappenberg, Hl. Marciana, Hl. Katharina, Hl. Maria (3×), Hl. Josef (2×), Hl. Hermann Joseph von Steinfeld, Auferstandener Christus mit zwei Engeln
- elf Bilder des 14 Stationen umfassenden Kreuzweges (Anton Flachner, ca. 1740–1769),
- eichene Kirchenbänke im Kirchenschiff,
- die Ölgemälde Christus an der Geißelsäule und Hl. Norbert.

Der 1697 aus schwarzem Schupbacher Marmor angefertigte Taufstein, dessen Sockel und Becken aus Villmarer Marmor bestehen, wurde aus der Vorgängerkirche übernommen und ist das älteste Stück der Kirche.
Der Würzburger Eulogius Böhler schmückte die Kirchen in 1926 mit sieben Wand- und Deckengemälden aus (Mariä Himmelfahrt, St. Martin, Das letzte Abendmahl und die vier Evangelisten).

### Glocken
Im Jahr 1890 stifteten die Gebrüder Weber drei Glocken. Die beiden größten Glocken mussten als Teil der Metallspende des deutschen Volkes in beiden Weltkriegen eingeschmolzen werden. Sie konnten 1922 bzw. 1951 ersetzt werden.

### Orgel
Die frühromantische Orgel wurde von dem Mainzer Orgelbaumeister Bernhard Dreymann 1839/1840 gebaut. Sie ist damit Bad Homburgs älteste originale Orgel. Sie wurde 1911 (oder 1914) elektrifiziert. Die Zinnpfeifen im Prospekt wurden im Ersten Weltkrieg als Rohstoff für die Rüstungsindustrie abgeliefert und durch billigere Pfeifen aus Zink ersetzt. Die Orgel wurde 1948 von Förster & Nicolaus Orgelbau umgebaut, indem heller klingende Register, die nach Sicht der Orgelbewegung für Barockwerke erforderlich waren, hinzugefügt wurden.
Zum 150-jährigen Jubiläum im Jahre 1990 erfolgte eine grundlegende Restaurierung. Zinnpfeifen wurden wieder in das Prospekt eingebaut und die Orgel auf den vom Erbauer ursprünglich vorgesehenen Zustand zurückgebaut. Auch wurde die Orgel dabei vervollständigt durch Einbau der seit der Einweihung am 5. April 1840 aus Kostengründen fehlenden drei Zungenregister. So entspricht sie weitgehend dem Original und hat ihren frühromantischen Charakter beibehalten.
Das mechanische Schleifladen-Instrument verfügt nun über 24 Register (1.400 Pfeifen), die auf zwei Manualwerken und Pedal verteilt sind.

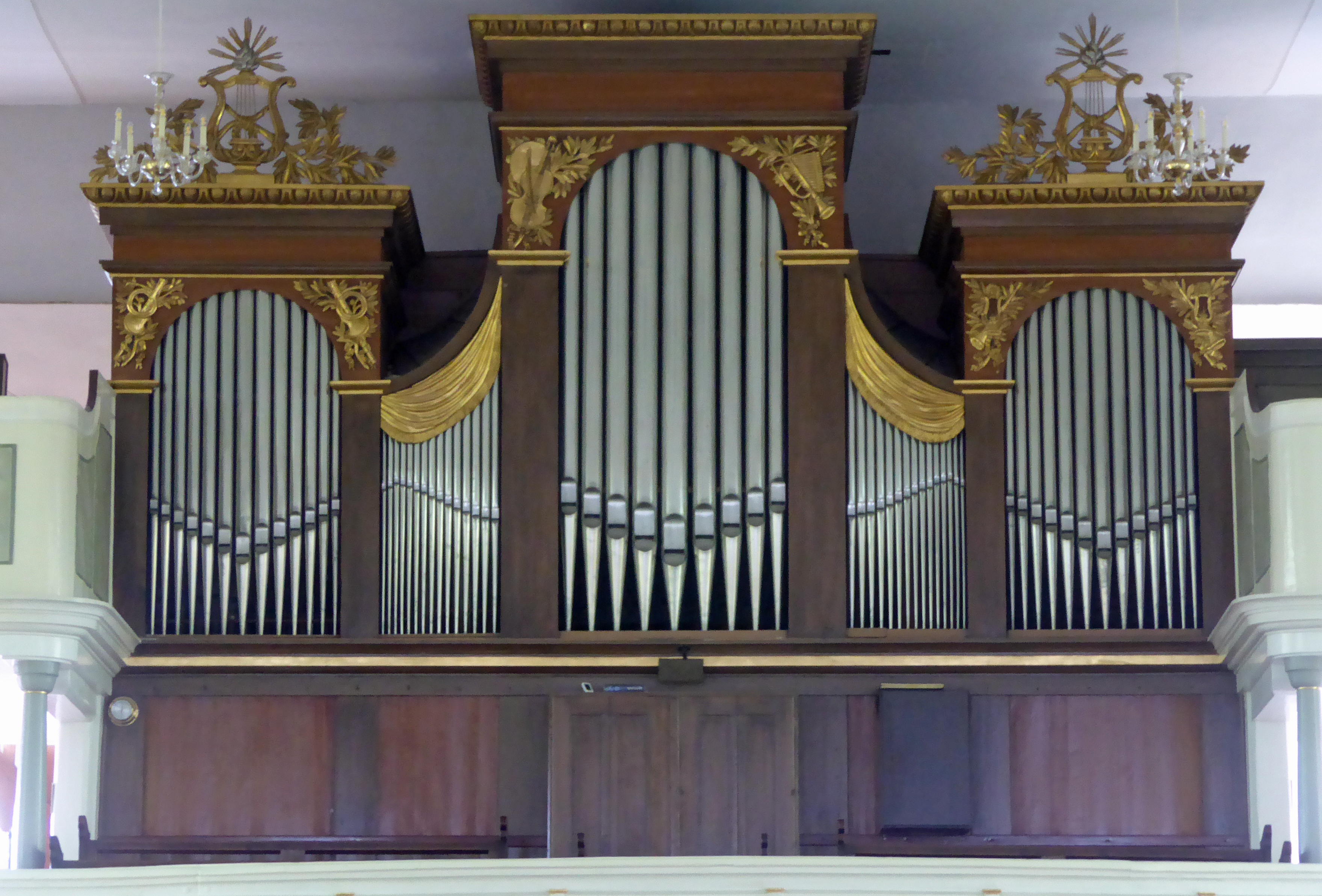
Prospekt der Dreymann-Orgel

| I Hauptwerk C–g3 |     |
| Bordun           | 16′ |
| Principal        | 8′  |
| Großgedact       | 8′  |
| Quintade         | 8′  |
| Salcional        | 8′  |
| Octave           | 4′  |
| Kleingedact      | 4′  |
| Quinta           | 3′  |
| Gemshorn         | 2′  |
| Mixtur IV        | 2′  |
| Trompet          | 8   |

| II Positiv C–g3        |    |
| Großgedact             | 8′ |
| Spitzflöte             | 8′ |
| Principal              | 4′ |
| Kleingedact            | 4′ |
| Flageolet              | 2′ |
| Sifflet                | 1′ |
| Sesquialtera II (ab c) |    |
| Krummhorn              | 8′ |

| Pedal C–c1    |     |
| Subbass       | 16′ |
| Violonbass    | 16′ |
| Principalbass | 8′  |
| Octavbass     | 4′  |
| Posaunenbass  | 16′ |

- Koppeln: II/I, I/P